# قصر حيدر
قرية قصر حيدر هي إحدى القرى التابعة لمركز ديروط في محافظة أسيوط في جمهورية مصر العربية. حسب إحصاءات سنة 2006، بلغ إجمالي السكان في قصر حيدر 4460 نسمة، منهم 2196 رجل و2264 امرأة.